# Bùi Đăng Chi
Bùi Đăng Chi (1913-1990) là một nhà hoạt động cách mạng, là Đảng viên Đảng cộng sản Đông Dương lớp đầu ở Thái Bình. Ông quê ở thôn Đồng Cống, tổng Phú Khê, huyện Thần Khê, phủ Tiên Hưng , nay thuộc xã Minh Phú, huyện Đông Hưng, tỉnh Thái Bình.
Cha là ông Bùi Đăng Lợi, mẹ là bà Đặng Thị Tính. Anh trai ông Chi là Bùi Đăng Sắc cũng là một nhà hoạt động cách mạng, là Đảng viên Đảng cộng sản Đông Dương. Ông Chi là đại biểu Quốc hội Việt Nam Dân chủ Cộng hòa khóa I (đoàn Thái Bình).
Gia phả họ Bùi Đăng ở Đồng Cống xác định họ có nguồn gốc từ họ Mạc Đăng ở Cổ Trai (xã Ngũ Đoan, Kiến Thụy, Hải Phòng), nên đã có hoạt động kết nối họ với nhau.

## Hoạt động trước 1945
Thời niên thiếu ông học ở Trường tư thục Minh Thành, một nơi sớm có phong trào cách mạng ở thị xã Thái Bình. Trường Minh Thành do các thành viên của chi hội Việt Nam Cách mạng Thanh niên là Bùi Hữu Diên, Nguyễn Văn Năng, Lương Duyên Hồi, Đào Gia Lựu,... mở, dạy học và tuyên truyền cách mạng.
Năm 1930 ông được kết nạp vào Đảng cộng sản Đông Dương. Ông tham gia lãnh đạo cuộc biểu tình đấu tranh ngày 1/5/1930 của nhân dân bắc Thái Bình. Cuộc đấu tranh bị thực dân Pháp đàn áp. Ông chuyển sang hoạt động bí mật, tham gia vận động phong trào thanh niên học sinh ở thị xã Thái Bình và làm liên lạc cho Tỉnh uỷ.
Thời kì 1935-1938, Mặt trận bình dân thắng thế tại Pháp, dẫn đến việc thực dân Pháp nới lỏng kìm kẹp thuộc địa. Ông tiếp tục hoạt động, làm phái viên của Tỉnh Ủy về hoạt động gây cơ sở ở ba huyện Tiên Hưng, Duyên Hà, Hưng Nhân. Ông tuyên truyền phát triển được nhiều đảng viên, trong số phát triển có người đồng họ là Bùi Đăng Tự sau này là sĩ quan QĐNDVN .
Sau đó ông chuyển lên Hà Nội làm quản lý chính trị kinh tế báo "Đời nay", cơ quan ngôn luận bằng tiếng Việt của Đảng cộng sản Đông Dương. Khi Mặt trận bình dân Pháp đổ, thực dân Pháp siết chặt cai trị ở thuộc địa, báo bị đóng cửa, ban biên tập bị bắt. Ông bị kết án đày đi Sơn La.
Năm 1944 ông được ra tù, về hoạt động ở Thái Bình, thành lập các tổ chức cơ sở của Việt Minh. Ngày 19 tháng 8 năm 1945 ông chỉ huy lực lượng Việt Minh ở Thần Khê, cùng với lực lượng do Ngô Duy Đông chỉ huy, giành chính quyền ở phủ Tiên Hưng.

## Hoạt động từ 1945
Sau Cách mạng ông là đại biểu Quốc hội khóa I, và là Chủ tịch ủy ban hành chính kháng chiến tỉnh Vĩnh Yên. Sau đó ông làm Giám đốc trường Hành chính kháng chiến khu 10.
Sau khi học ở trường Đảng Nguyễn Ái Quốc năm 1956, ông làm việc ở Ban Biên tập Tạp chí Học tập. Năm 1958 là ủy viên trị sự Nhà xuất bản Sự thật. Sau đó được chuyển sang Bộ Ngoại giao làm Chánh Văn phòng Ủy ban liên lạc văn hóa với nước ngoài.
Ông nghỉ hưu 1974 và mất ngày 12/2/1990 tại Hà Nội.